# Offwiller
Offwiller település Franciaországban, Bas-Rhin megyében. Lakosainak száma 807 fő (2022. január 1.). Offwiller Baerenthal, Bischholtz, Lichtenberg, Mulhausen, Oberbronn, Rothbach, Uhrwiller és Zinswiller községekkel határos.

## Népesség
A település népességének változása:
| Lakosok száma | 816  | 811  | 821  | 796  | 799  | 802  | 805  | 805  | 807  |
|               | 2013 | 2015 | 2016 | 2017 | 2018 | 2019 | 2020 | 2021 | 2022 |